# 1602 (Marvel Comics)
Marvel 1602 é uma minissérie da Marvel Comics em oito edições, que foi escrita por Neil Gaiman, desenhada por Andy Kubert e arte-finalizada digitalmente por Richard Isanove. Scott McKowen fez as capas. Gaiman escreveu a série para ajudar a levantar fundos para a sua companhia Marvels and Miracles LLC, que está lutando pelos direitos do Miracleman. A série foi publicada no Brasil pela Panini comics.
A história acontece no ano 1602 no Universo Marvel, na qual os super-heróis apareceram quatrocentos anos antes. Os principais personagens devem resolver o mistério por trás de sua própria existência, enquanto lidam com intrigas na corte da rainha Elizabeth. Todos os principais personagens da Casa das Ideias aparecem na série. Nick Fury é o responsável pela inteligência britânica, Doutor Estranho é o médico da rainha, Peter Parker (Homem-aranha) é o pajem de Fury, o Demolidor é um menestrel cego, que entoa canções sobre o Quarteto Fantástico, um grupo de navegadores que adquiriu poderes especiais.
Neil Gaiman, que é inglês, soube mesclar habilmente os personagens da Marvel com personalidades da história de seu país. Nick Fury, que nas histórias do universo Marvel padrão é chefe de uma agência de inteligência, em Marvel 1602 é o chefe de espionagem da rainha Elizabeth. Esta realmente teve um chefe de espionagem na história real, o lorde sir Francis Walsingham. O mesmo vale para o personagem Stephen Strange (o mago Doutor Estranho), que atua como conselheiro místico de Elizabeth - cargo que, na história real, era desempenhado por John Dee.
Essa série fez grande sucesso nos EUA e no Brasil e a Marvel já está produzindo uma continuação, nas mãos de outros artistas.
A terra de "1602" é agora designada como Terra-311.

## Roteiro
Em toda a Europa, catástrofes estão ocorrendo. Sir Stephen Strange, o mago da corte da Rainha Elizabeth I, sente que existem forças não naturais agindo. Uma anomalia está fragmentando o universo, e é algo ligado com o "A Dama da Virginia", um navio que leva Virginia Dare e o seu forte protetor Rojhaz. Virginia tem estranhos poderes de morfismo, e é suspeita de ser a responsável.
Ao mesmo tempo, há uma, há um grupo atrás do lendário tesouro dos templários, que dizem ser uma arma de poderes ilimitados. O Chefe da Inteligência da Rainha, Sir Nicholas Fury, acaba se voltando contra o poderoso Otto von Doom, o sinistro Conde da Lativéria.
James VI da Escócia está objetivando tomar o trono da rainha. Ele colabora com o Inquisidor Supremo da Espanha Enrique e o Conde Doom para assassinar a Rainha Elizabeth e culpar os "sanguebruxos" de Carlos Javier pelo crime. O Crime se sucede, e James da Escócia se torna Rei.
A anomalia fica ainda pior. Sir Stephen, Sir Nicholas e Javier despistam o Rei James para salvar o universo. Fury, Javier e seus "sanguebruxos" efetuam um ataque com sucesso na fortaleza do Conde Doom, conseguem o tesouro dos Templários (o Martelo do Thor, protegido por um peregrino chamado Donal) e libertam os prisioneiros de Otto, o poderoso quarteto conhecido como Os Quatro Fantásticos. Eles voam até o Novo Mundo. Eles são seguidos por Enrique, que se retira da Espanha após a Igreja ter descoberto que ele próprio era um "sanguebruxo".
Lá, se descobre que não era Virginia Dare, mas Rojhas a anomalia. "Rojhaz" não é outro senão Steve Rogers, também conhecido como Capitão América, que foi atomizado por um governo norte-americano fascista em um futuro distópico. A sua "destruição" (na realidade, ele desapareceu da linha temporal normal, e apareceu nessa linha temporal) causou a fissura que está destruindo o universo.
Para poderem encerrar a fissura, Rogers é enviado de volta, juntamente com Sir Nicholas Fury. Donal ("Thor") abre a fissura com seus trovões, e Enrique o controla com seus poderes magnéticos. O Universo se restaura, e Uatu, o Vigia, é presenteado com um "universo compacto" no qual a linha temporal de 1602 continua intacta.

## Personagens

### Personagens históricos
Elizabeth I da Inglaterra, essencialmente a mesma da versão do mundo real. Ela é assassinada por Conde Otto von Doom (veja abaixo), um ano antes do qual ela deveria ter morrido.
James VI da Escócia e I da Inglaterra, é também amplamente não modificado. A sua plena convicção do direito divino dos reis e visões extremas da bruxaria o colocariam na categoria de um vilão.
Virginia Dare, a filha de Ananias Dare, e a primeira criança inglesa nascida nas Américas. Nesse mundo, a Colônia de Roanoke não desapareceu durante a década de 1580. Inspirado por uma lenda que dizia que Virginia foi morta sob a forma de um cervo branco, Gaiman dá a sua versão poderes de morfismo. Ela obviamente não tem contraparte no Universo Marvel. Apesar de muitos fãs terem especulado que ela é baseada na personagem Pássaro da Neve da Tropa Alfa, Gaiman negou o rumor, definindo que os personagens de 1602 foram somente baseados nos personagens da Marvel que fizeram a sua estreia durante a Era de Prata dos Quadrinhos. Em outras ocasiões, ele disse a fãs que ele criou Virginia Dare sem base em algum personagem da Marvel para desenvolver uma personagem americana e única para ligar o universo 1602 com o mundo real.

### Uatu
Uatu, o Vigia, que sabe que isso não deveria estar acontecendo, e está convencido a quebrar as regras dos Vigias e interferir (não pela primeira vez).

### Heróis
Sir Nicholas Fury , o Chefe da Inteligência da Rainha, ocupa a posição de Sir Francis Walsingham. Seu ajudante, e o líder de campo de suas tropas, é um homem chamado Dougan, com um bigode imenso.
Doutor Stephen Strange, o Mestre de Medicinas da Rainha. Também um alquimista e mágico. Está na posição do Doctor John Dee. Ele trabalha em uma mansão no Greenwich, fora de Londres (uma brincadeira com a mansão "verdadeira" do Dr. Estranho em Greenwich Village, na Cidade de Nova Iorque).
Peter Parquagh, o assistente de Sir Nicholas. Uma piada recorrente envolve Peter ser quase picado por aranhas incomuns repetidamente; isso finalmente ocorre perto do fim. Sua relação com Virgina Dare evoca a relação de Peter Parker com Gwen Stacy.
Matthew Murdoch, um Menestrel irlandês cego e agente "freelance", que ocasionalmente trabalha para Sir Nicholas. Mattew adquiriu sentidos superdesenvolvidos de uma misteriosa substância que ele encontrou quando criança.
Capitão Nelson, um navegante que aluga o seu navio para Mattew, há cinco anos (dito pelo próprio em 1602). Nelson desconfia de que o Menestrel tem habilidades além das de um cego comum.
Rojhaz, nativo americano loiro e protetor de Virginia. Os colonizadores conjecturaram que ele fosse um produto de um contato entre Índios e Escoceses ou mercadores do País de Gales. Na verdade, ele é Steve Rogers, o Capitão América. Dado como morto em um futuro distópico, e enviado de volta no tempo, Rogers, e o buraco que sua passagem deixou no tempo, serviu como mote para a introdução na história dos outros personagens da Marvel. Ele também alterou a história mais diretamente, ajudando a Colônia de Roanoke durante o inverno. (Apesar de "Rojhaz" se adequar ao estilo do Capitão América, ele também reflete elementos do personagem Ka-Zar. Em uma cena, Virginia propõe que ela se transformasse em um gato gigante e destruir a prisão com Rojhaz em suas costas, bem semelhante ao Ka-Zar nas costas de seu tigre dentes-de-sabre, Zabu.)
Carlos Javier, um espanhol vivendo na Inglaterra, de onde ele comanda uma Escola para os Filhos da Sociedade. Ele é também um sanguebruxo, mas ao contrário do Inquisidor acredira em um futuro de paz entre sanguebruxos e humanos normais (os mondani). Nesse local, há uma placa, onde está escrito "Omnia mutantur, nos et mutamur in illis" ("Todas as coisas mudam, e nós mudamos junto com elas"), que se assemelha muito com uma de Sandman "Omnia mutantur, nihil interit" ("Tudo muda, mas nada está realmente perdido").
Estudantes de Javier, a versão dos X-Men originais desse mundo. Eles são:
- Roberto Trefuis, o sobrinho de Sir Francis Drake que controla o gelo;
- Scotius Summerisle, que usa um visor de rubis e tem um "X" no ombro marcado ao ser descoberto como sanguebruxo;
- Hal McCoy, um estudante de aparência grotesca que escapou da Escócia de James;
- "John" Grey, uma garota de poderes psíquicos disfarçada de homem (assim como nas peças de Shakespeare);
- Werner, que foi resgatado da Inquisição e tem possivelmente uma atração homossexual por John (em contraste com o Anjo dos anos 60, que tem a reputação de ter sido um playboy, mas citando que no princípio dos X-Men ele fazia um triângulo amoroso com Jean Grey e Ciclope).

Os Quatro Fantásticos, um famoso grupo de heróis, que estrelavam a balada favorita de Murdoch (a qual Gaiman escreveu uma versão completa, apesar de apenas alguns trechos aparecerem na minissérie). O grupo é formado pelo Capitão Benjamin Grimm, Sir Richard Reed, Susan Storm e John Storm, sendo que todos foram transformados quando seu navio Fantástico encontrou uma onda de energia do Mar Sargaço (O Triângulo das Bermudas); os seus corpos se readaptaram aos quatro elementos: a carne de Reed ficou viscosa como a água, o corpo de Grimm ficou como uma rocha sólida, o corpo de suzan ficou leve e invisível como o ar e o corpo de John transformou-se em fogo vívido. Trancafiados no castelo do Conde Otto don Doom, eles ficaram presos até serem resgatados por Sir Nicholas Fury e Carlos Javier.
Donal, o Idoso, um cavaleiro templário, que teve a incumbência de trazer o "Tesouro dos Templários" para Sir Nicholas. Ficou-se sabendo que era o martelo Mjolnir, disfarçado como um simples bastão de andar. Apesar de achar que fosse blasfêmia, Donal foi forçado a usar o martelo para ser transformado no deus pagão Thor. Ele é a versão desse mundo para Donald Blake, também conhecido como o Poderoso Thor, e também é identificado como o mentor do Dr. Estranho, the Ancient One da Marvel (estritamente falando, enquanto o Thor do Universo Marvel tinha padrões de fala Shakespearianos, a versão de 1602 fala em versos Anglo-Saxões aliterativos. O estilo de caligrafia que compunham os balões de fala é substituído para letras que se assemelham às runas).
David Banner, um conselheiro de James VI e I, que substitui Sir Nicholas quando James toma o trono inglês. No fim da história, ele é atingido pelas energias da Anomalia e se torna um monstro bruto. A escolha do nome David ao invés de Bruce está relacionada com o seriado de TV do Hulk, no qual o nome Robert Bruce Banner foi trocado por David Bruce Banner.

### Vilões
Os antagonistas incluem heróis normais (Hulk) e vilões que se tornaram heróis (Feiticeira Escarlate, Viúva Negra)
O Grande Inquisidor Enrique. Tendo nascido Judeu, ele foi criado por um padre. Os cristãos mais tarde recusaram que ele retornasse a sua família judia, dizendo que trazê-lo de volta para "os assassinos de Cristo" iria condenar a sua alma ao inferno. Não poder voltar para a sua família o deixou com traumas psicológicos. Quando ele cresceu, tornou-se o líder da Inquisição Espanhola. A ele foi ordenado a execução dos sanguebruxos, aqueles que nascem com poderes incomuns, mas poupou aqueles que pudessem se passar como normais. Ele próprio tendo sido um sanguebruxo, ele usou as suas atividades para acobertar a formação de uma Irmandade, a qual dominará a Terra.
Irmã Wanda e Petros, os assistentes do Inquisidor. Eles também são seus filhos, um fato que ele esconde deles. No fim dessa série, Enrique entrega a Javier Petros e Wanda, pedindo a seu aliado para cuidar deles e educá-los, mas que não contasse a eles que ele é seu pai.
Groxo é o espião de Enrique no Vaticano.
Natasha, uma espiã "freelance" e "a mulher mais perigosa da Europa". Ela se aliou com Murdoch por meio do Sir Nicholas, mas traiu a ele e Donal, a mando do Conde Otto.
Conde Otto von Doom, o ditador da Latvéria, conhecido como Otto o Formoso. Um inimigo de longa data de Sir Richard, ele é responsável pelo desaparecimento do Fantástico no início da história.
Os Abutres são os guerreiros alados do Conde Otto.
Presidente-Pela-Vida Zebediah Killgrave teve confrontos frequentes com o Capitão América, e é o responsável por mandá-lo para o passado.

## A Balada do Fantástico
A canção favorita do Menestrel destemido foi criada pelo autor Neil Gaiman, embora somente os seguintes trechos apareçam na série:
(Da Edição 01 Original, 1602 # 01 no Brasil)
"Quatro almas bravas o oceano cruzaram,
de sul a norte, no Fantástico sua jornada começara…
Uma era o robusto capitão, a outra um sábio Lorde,
outra era um jovem com espada de fino corte, e
a última uma donzela de tez tão clara…tão clara…
a última era uma donzela tão clara."
(Da Edição 02 Original, 1602 # 01 no Brasil)
"Então o capitão vem a Sir Reed prevenir,
meus marujos não contém o medo dentro de si,
vamos levar os botes e nos despedir…
Pois deixaremos vocês quatro aqui, aqui…
Deixaremos todos vocês aqui…"
(Da Edição 03 Original, 1602 # 02 no Brasil)
"Então eles se olham quando pisam na terra merecida,
E sabem que suas vidas foram salvas.
Cada um dos quatro põe uma mão estendida…
E se tocam, e dão graças, de pé na areia úmida,
Pela fortuna que favorece as almas bravas…
Pois a fortuna ainda favorece as--"
(Da Edição 04 Original, 1602 # 02 no Brasil)
"Quando eles pensam que seus problemas ao fim estão
Percebem então o que se passa,
O Capitão é um monstro e lhes traz irritação,
o valente é um homem de fogo, chamas de si vem e vão…
Enquanto o Lorde era como se fosse de massa, de massa,
E sua dama--"
No original, a balada é a seguinte::
ballad of the Fantastick
(1602 #01)
There were four brave souls rode the oceans abroad,
T'was on the Fantastick they sailed
And one was the Captain, and one was a Lord,
And one a young hothead who carried a sword,
And the last was a maiden so pale - - so pale
(1602 #02)
So the captain he ups and he says to Sir Reed,
My crew they are shaking with fear,
So we'll take to the boats and we'll wave you goodbye…
For we're leaving the four of you here, you here,
We'll leave every one of you here…
(1602 #03)
So they looks at themselves as they steps onto land,
And they knew that their lives had been saved.
Then each of the four of them puts out a hand…
And they touched, and gave thanks, standing there on the sand,
For the fortune that favours the brave, the brave—
For fortune still favours the--
(1602 #04)
But just as they think that their troubles are o'er
They re-al-ize what they've become,
For the captain's a monster, which irks him full sore,
The bravo's a burning man, flames from him pour…
While the Lord was as pliant as gum, by gum,
With his lady…

## Edição Capa Dura (Hardbound Cover)
De acordo com o desenhista da edição, a capa é baseada nas figuras dos responsáveis pela "Conspiração da pólvora", uma tentativa frustrada de explodir o Parlamento durante o reinado de Rei James. Como todos os personagens da história são traidores sob o ponto de vista de James, eles foram desenhados em um estilo parecido.
Eles são (da direita para a esquerda):
- Peter Parquagh, o assistente de Fury (Peter Parker, Homem-aranha).
- Sir Richard Reed, líder dos quatro do Fantástikos (Reed Richards, Sr. Fantástico).
- Dr. Stephen Strange, Mestre das Medicinas da Rainha (Dr. Stephen Strange, Dr. Estranho)
- Professor Carlos Javier, fundador da escola para os Filhos da Sociedade (Charles Xavier, Professor X).
- Matthew Murdoch, menestrel e mercenário (Matt Murdoch, Demolidor).
- Virgina Dare, primeira criança nascida na colônia de Roanoke.
- Rojhaz, protetor indígena de Virginia (Steve Rogers, Capitão América).
- Sir Nicholas Fury, Líder da Inteligência da Rainha (Nick Fury, Líder da S.H.I.E.L.D.).
- Jean "John" Grey, pajem de Carlos Javier (Jean Grey, X-Men).

## Prêmios
- A primeira edição foi premiada com o Diamond Distributors Gem Award, em 2003, como a História em Quadrinhos do Ano;[1]
- Venceu a edição de 2005 do Quill Book Award, na categoria Graphic Novels.

## New World
1602: New World (1602: Novo Mundo) é a minissérie da Marvel Comics que é a continuação de 1602. Ela mostra os heróis descobrindo e se instalando na América. A série é escrita por Greg Pak e ilustrada por Greg Tocchini. A primeira edição saiu em Agosto de 2005. A minissérie introduz alguns "novos" personagens da Marvel. David Banner e Peter Parquagh foram introduzidos no 1602 original, mas os seus poderes ainda não haviam sido devidamente explorados. Em the New World, as tramas estão sendo reunidas.
Lorde Iron (Homem de Ferro) é enviado pelo Rei James para a colônia Roanoke para localizar David Banner, que agora é tido como traidor. Banner está às voltas com sua fera interior (O Hulk), assim como as externas, já que a colônia Roanoke é tomada pelos Lagartos Trovão. Peter Parquagh está descobrindo as suas capacidades, assim como sendo um escritor para o folhetim da cidade (chamado de "Trombeta Diária" ["The Daily Trumpet"], comandado pelo amável Jonah Jameson), assim como algumas habilidades semelhante às das aranhas. Virginia Dare, como sempre, renega as suas habilidades. A própria colônia não está conseguindo lidar com os casos de "sanguebruxos", mas também o conflito causado pela coexistência com os nativos da colônia de Roanoke. O Sr. Osborne aparece em cena nas piores situações entre ingleses e nativos.

## O quatro do Fantástico
Nessa história em 6 partes, publicada no Brasil na revista Marvel apresenta 32. Nela é mostrado o grupo do Fantásticko para salvar William Shakespeare, das garras do conde Otto von Doom. Nessa história é apresentado o Quarteto Terrível, formado por Mago, Medusa, Homem-Areia e Ardiloso. Nessa história também é apresentado o príncipe Numenor e sua prima Rita